# Schloss Lörsfeld

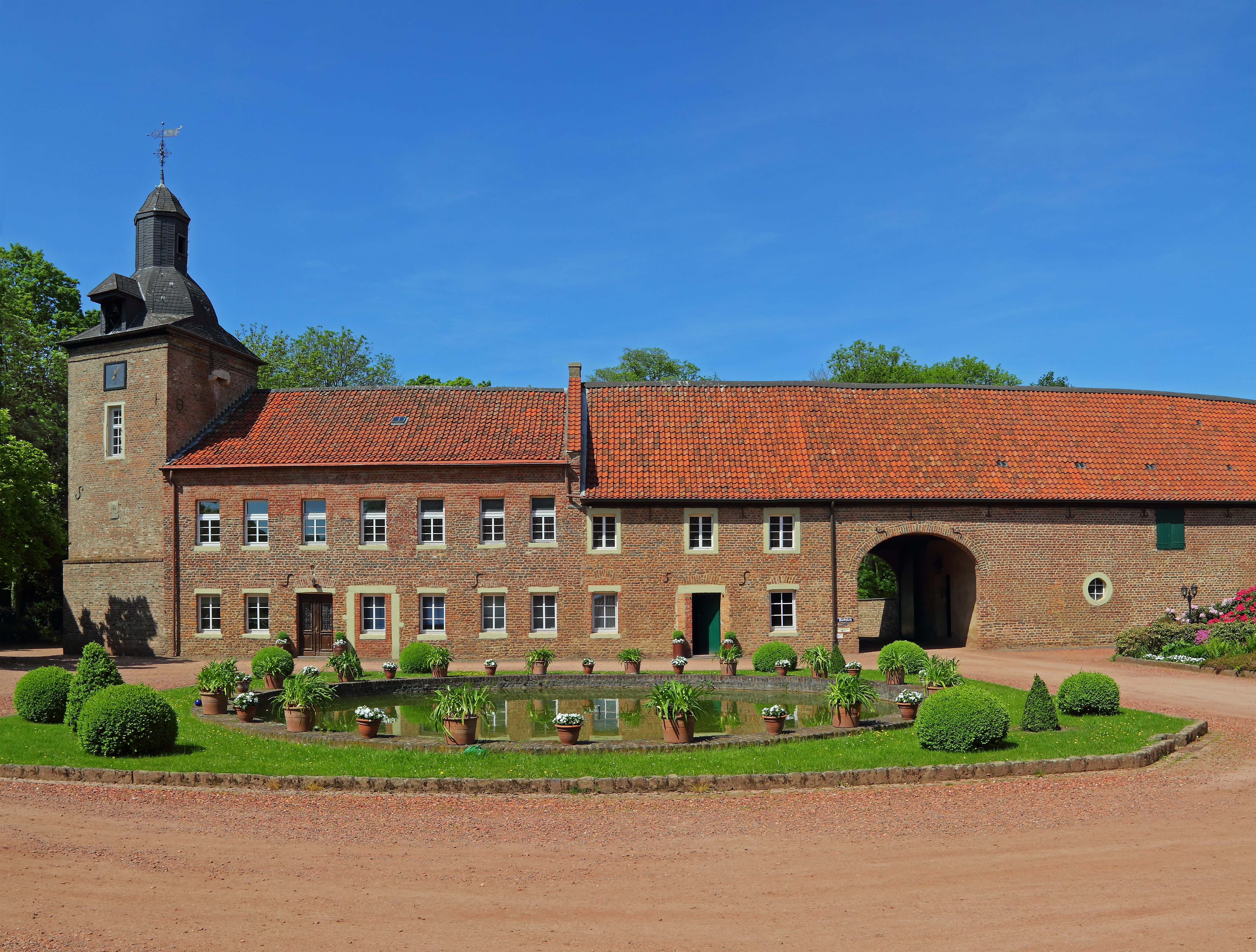
De voorburcht (1771)

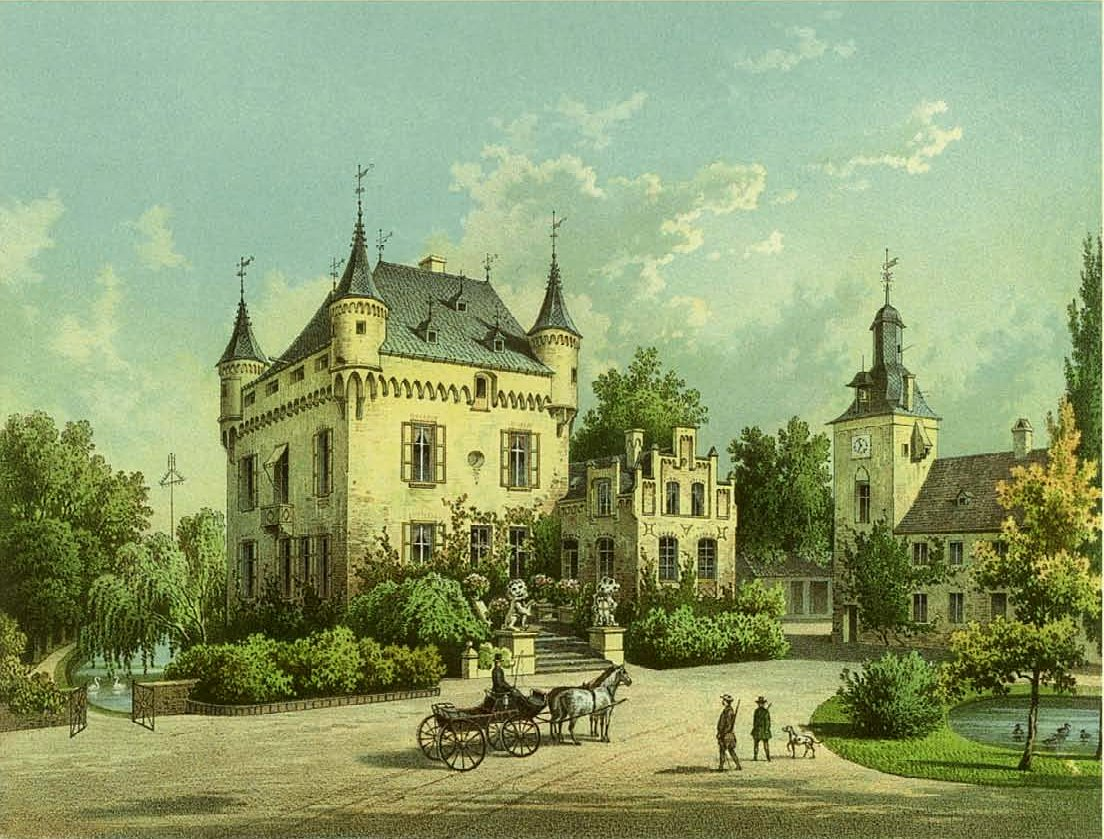
Schloss Loersfeld anno 1860, prent uit de collectie van Alexander Duncker

Schloss Lörsfeld of Loersfeld is een kasteel in Duitsland, in de deelstaat Noordrijn-Westfalen, in de gemeente Kerpen.
Het kasteel bestaat sedert 1262. Het was een van de residenties van de heren van het Rijksgraafschap Kerpen en Lommersum. Lörsfeld of Loersfeld is in eigendom of pacht geweest van vele adellijke geslachten, waaronder dat van de Merode in de 14e, en Spies von Büllesheim in de 15e eeuw. De huidige adellijke eigenaar heeft het aan een hotelier verpacht.
De 10 hectare oppervlakte metende kasteeltuinen zijn tussen 1840 en 1865 aangelegd in de Engelse landschapsstijl.
Het kasteel is in gebruik als exclusief restaurant en als hotel, speciaal voor bedrijfsarrangementen.

## Weblink
- www.schlossloersfeld.de Website Schloß Loersfeld